# Tighmi
Tighmi (amazic estàndard marroquí: ⵜⵉⵖⵎⵉ, TiƔmi; àrab: تغمي, Tiḡmī) és una comuna rural de la província de Tiznit de la regió de Souss-Massa. Segons el cens de 2014 tenia una població total de 6.396 persones.